# Fatulakiki
Der Fatulakiki ist ein Berg in der osttimoresischen Gemeinde Bobonaro. Er liegt im Süden des Sucos Leohito (Verwaltungsamt Balibo), in der Aldeia Faloai und hat eine Höhe von 557 m. In seiner Breite schirmt er die Straße von Leohito vom südlich gelegenen Fluss Talau ab. Nördlich der Straße steigt das Land zum Nualain (605 m) an. Auf dem Gipfel des Fatulakiki, östlich des Dorfes Nuren, stehen einige Hütten.